# 傑克遜鎮區 (密蘇里州瑪麗縣)
傑克遜鎮區（英語：Jackson Township）是位於美國密蘇里州瑪麗縣的一個行政鎮區。

## 地方資料
傑克遜鎮區的面積為328.02平方千米，當中陸地面積為324.96平方千米，而水域面積為3.05平方千米。根據2020年美國人口普查的數據，當地共有人口1978人，而人口密度為每平方千米6.03人。